# Lijst van televisiekanalen in Roemenië
Dit is een lijst van televisiekanalen die in het Roemeens uitzenden.

## Roemenië

### Publieke omroep
- TVR1
- TVR2
- TVR Cluj
- TVR Craiova
- TVR Iași
- TVR Timișoara
- TVR Cultural
- TVR Info
- TVR International

### Commerciële zenders
- Antena 1
- Antena Stars
- Antena 3CNN
- Happy Channel
- Antena International
- B1 TV
- Etno TV
- Favorit TV
- Kanal D
- Kiss TV
- Național24 Plus
- Național TV
- Acasă
- Pro Cinema
- Acasă Gold
- Pro TV
- Pro TV Internațional
- Pro Arena
- Prima TV
- Realitatea Plus
- Speranța TV
- Taraf TV
- Trinitas TV
- U TV

### Regionale versies van transnationale televisienetwerken
Kanalen die vooral bestemd zijn voor Roemenië, waarvan sommigen ook in Moldavië gezien kunnen worden.
- Animal Planet *
- AXN *
- AXN White
- AXN Black
- BabyTV
- Cartoonito
- Cartoon Network *
- Cinemax
- Cinemax 2
- Da Vinci
- Discovery Channel *
- Eurosport
- Eurosport 2
- Extreme Sports Channel
- DIVA Universal Channel
- HBO *
- HBO 2
- Disney Channel *
- Disney Junior
- JimJam
- AMC
- Minimax *
- MTV Global
- National Geographic Channel *
- National Geographic Wild
- Film Cafe
- Warner TV
- Travel Channel
- TV 1000
- Viasat History *
- Viasat Explorer
- CBS Drama
- CBS Reality

(*) Kanalen die ook in Moldavië gezien kunnen worden

### Digi TV
- Film Now
- Digi 24
- Digi Sport 1
- Digi Sport 2
- Digi Sport 3
- Digi Sport 4
- Digi Animal World
- Digi Life
- Digi World

## Moldavië

### Publieke omroep
- TV Moldova 1
- TV Moldova 2

### Commerciële zenders
- Acasă în Moldova
- Euro TV
- Familia Domashniy
- Pro TV Chișinău
- TV8

## Vojvodina

### Van de staat
- TV Novi Sad 2 (zendt 7 uur per week in het Roemeens uit)